# Quentin Wallop (10e comte de Portsmouth)
Quentin Gerard Carew Wallop, 10e comte de Portsmouth, DL (né le 25 juillet 1954), titré vicomte Lymington en 1984, est un pair britannique et actuel chef de la famille Wallop.

## Jeunesse
Quentin Wallop est né le 25 juillet 1954, d'Oliver Kintzing Wallop, vicomte Lymington (décédé en 1984) et de Ruth Violet Sladen (décédée en 1978). Avant le mariage de ses parents, sa mère, la deuxième fille de Gerald Carew Sladen, a été mariée à Richard Desborough Malcolm Mason .
Il fait ses études au Collège d'Eton, mais n'a pas fréquenté l'Université .

## Carrière
Quentin succède à son grand-père en tant que 10e comte de Portsmouth en 1984. Il est l'arrière-petit-fils d'Edward Bosc Sladen (en), un officier de l'armée britannique. Le comte est président de la Basingstoke Conservative Association, patron de la branche du Hampshire de la Croix-Rouge britannique et marguillier de l'église St Andrew, Farleigh Wallop .
De 1987 à 2002, le comte est un directeur non exécutif du Grainger Trust  dont l'activité principale est l'investissement immobilier et le commerce et qui en 1998 a réalisé 8,4 millions de livres de profit net pour un chiffre d'affaires de 44 millions de livres. En 1999, il en détenait 16,55%, faisant de lui le principal actionnaire de l'entreprise .
Partisan de la chasse à courre, il est président de la branche Hampshire du Game Conservancy Trust de 2001 à 2005. Il est membre (en livrée) de la Worshipful Company of Fishmongers.
En 1988, le comte assiste dans le financement pour 376 000 £ des frais juridiques de Nikolaï Tolstoï pour son procès en diffamation contre Lord Aldington. Il contribue également à financer les frais juridiques de Neil Hamilton pour se défendre en diffamation contre Mohammed Al-Fayed .

## Vie privée
Le 10 février 1981, il épouse l’auteur Candia McWilliam, fille unique de Colin McWilliam d’Édimbourg et sont parents de deux enfants :
- Oliver Henry Rufus Wallop, vicomte Lymington (né le 22 décembre 1981), qui épouse la créatrice Flora Pownall [1]
- Lady Clementine Violet Rohais Wallop (née le 20 novembre 1983)

Lord et Lady Portsmouth divorcent en 1984 et se sont tous deux remariés par la suite. Lord Portsmouth se remarie à Annabel Fergusson, fille du Dr Ian Fergusson, en 1990. Ils ont une fille:
- Lady Rose Hermione Annabel Wallop (née le 23 octobre 1990)

Ils vivent dans la maison familiale, Farleigh House à Farleigh Wallop, Hampshire .